# Rio Guga
O Rio Guga é um rio da Romênia, afluente do Iada, localizado no distrito de Bihor.